# Эфы
Эфы, или песчаные эфы (лат. Echis), — род змей из семейства Гадюковые. Опасные для человека ядовитые змеи. Яд обладает резко выраженным гемолитическим действием.
Виды этого рода распространены в Африке, а также в Азии.
На постсоветской территории, в Туркменистане, Узбекистане и Таджикистане, распространён один вид этого рода — песчаная эфа (Echis carinatus), представленный в этом регионе подвидом среднеазиатская эфа (Echis carinatus multisquamatus), который иногда рассматривают как самостоятельный вид, Cherlin, 1981.
Длина до 90 см. Голова резко отграничена от шеи и покрыта мелкой чешуёй, имеются межносовые щитки; глаза с вертикальными зрачками. Спинная чешуя имеет резко выраженные рёбрышки. Яд очень мощный, обладающий пролонгированным гемолитическим действием, и учитывая тягу к урбанизированному ландшафту — несмотря на небольшие размеры змеи, именно укус эфы часто становится причиной болезни, а иногда и гибели людей и домашних животных.

## Классификация
В составе рода выделяют 12 видов:
- Echis borkini
- Echis carinatus — песчаная эфа
- Echis coloratus — пёстрая эфа
- Echis hughesi
- Echis jogeri
- Echis khosatzkii
- Echis leucogaster — белобрюхая эфа
- Echis megalocephalus
- Echis ocellatus
- Echis omanensis
- Echis pyramidum
- Echis romani

## Галерея

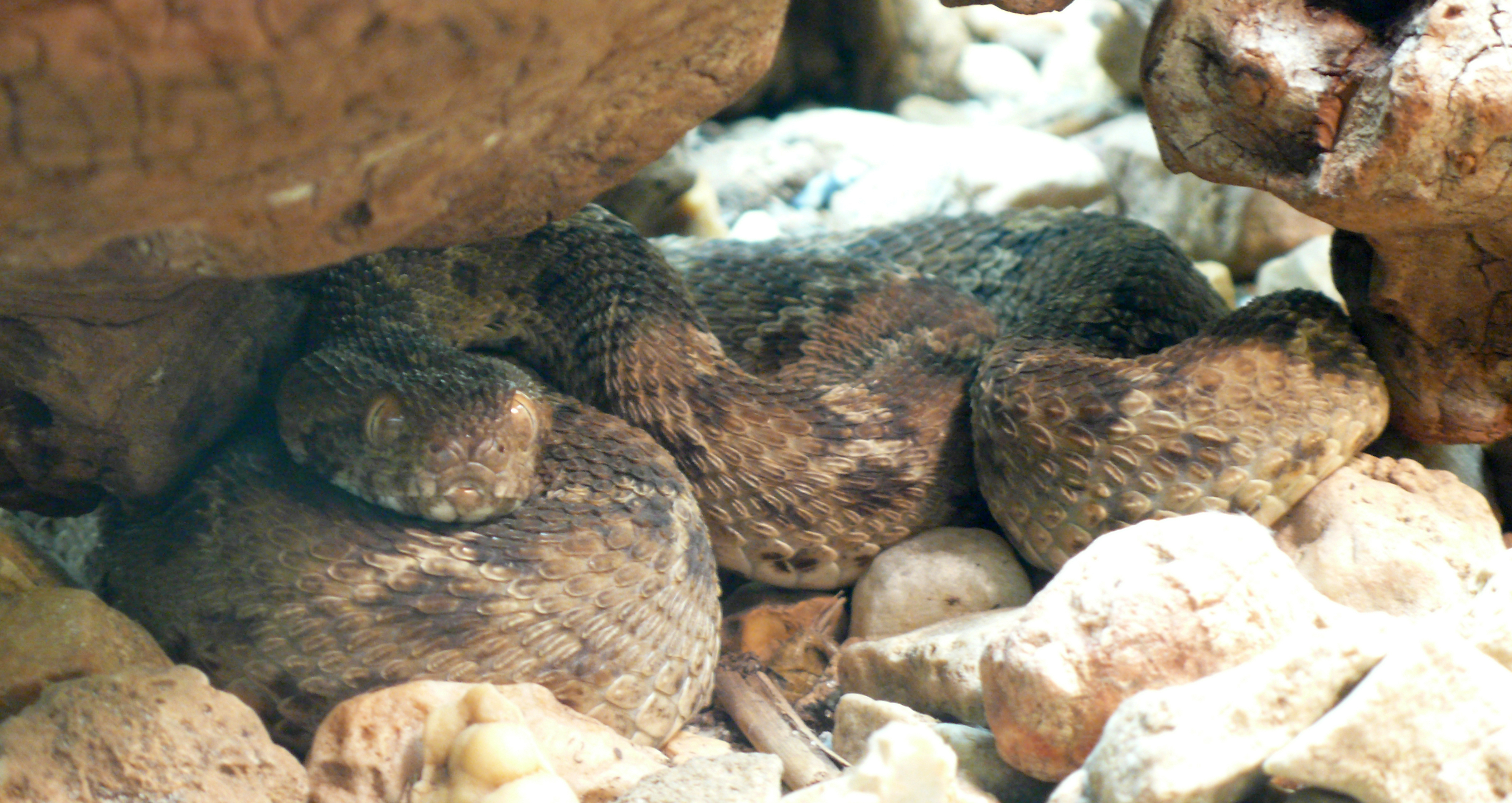
Echis pyramidum распространена в северной части Африки, на Аравийском полуострове, в Пакистане
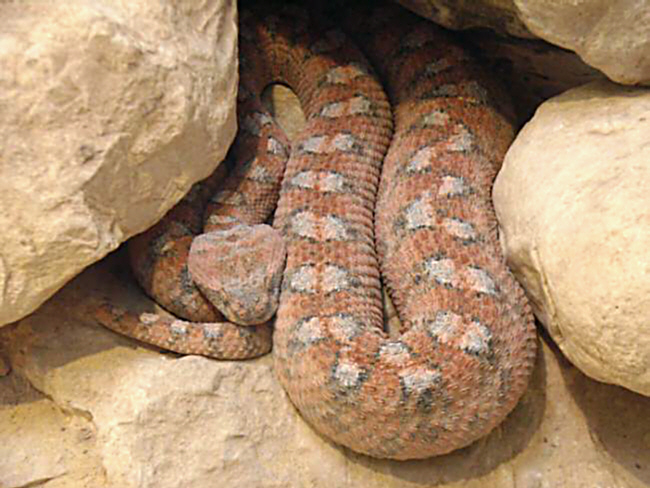
Пёстрая эфа распространена на востоке Египта, в Израиле, Иордании, странах Аравийского полуострова
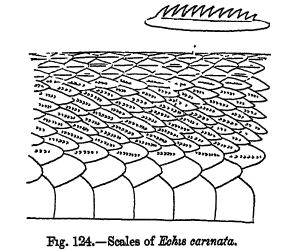
Структура чешуй песчаной эфы